# Hattorf am Harz
Hattorf am Harz é um município da Alemanha localizado no distrito de Osterode, estado da Baixa Saxônia.
É membro e sede do Samtgemeinde de Hattorf am Harz.